# ダニー・ウェブ
ダニー・ウェブ ( Danny Webb, 1991年3月22日 - ) は、イギリスのオートバイレーサー。イングランド・ケント州のタンブリッジ・ウェルズ出身。

## 経歴
イギリス国内でのミニモトクロス、ミニバイクでのレース経験を経て、2005年には若手ライダー育成プログラム「レッドブルMotoGPアカデミー」の一期生に選ばれる。スペインロードレース選手権(CEV)125ccクラスに参戦し、最終戦ヘレスで初表彰台(3位)に立ってシリーズ13位を記録、翌2006年も参戦を継続したがシリーズ16位に終わった。また2006年のロードレース世界選手権第7戦カタルーニャGP125ccクラスのレースにワイルドカード枠で参戦したが、プラクティスで手首を骨折し決勝を走ることはできなかった。
2007年、ウェブはアリー・モレナー・レーシングよりホンダ・RS125Rを駆ってロードレース世界選手権125ccクラスにフル参戦デビューを果たした。ウェットレースとなった第15戦日本GPで13位に入ったのが唯一のポイント圏内フィニッシュとなり、シリーズランキングは26位に終わった。
2008年も同チームに残留、マシンは型落ちのアプリリア・RSW125に変更となった。開幕戦カタールGPで5番グリッドから6位に入賞、第3戦ポルトガルGPでシーズンベストとなる5位入賞を果たす等の活躍を見せ、シリーズ19位と成績を伸ばした。
チーム在籍3年目となった2009年は最新型ファクトリーマシンのRSA125を得たが、4戦連続を含む7度ものリタイヤがたたってランキングは17位と伸び悩んだ。
2010年はアンダルシア・カハソルチームに移籍。17戦中13戦でポイントを獲得し、シーズン最高位は第11戦インディアナポリスGPでの6位、シリーズランキングは10位に向上した。
う2011年はインドのマヒンドラブランドのマシンでマルセル・シュロッターとともにクラス5年目のシーズンを戦う。マシンを実際に制作しチームを運営するのは、2003年以降マラグーティ→ロンシン→ランブレッタとサポート企業を変えながら参戦を続けているイタリアのエンジン・エンジニアリング社である。マヒンドラのマシンはアプリリア勢のマシンと比べると戦闘力不足は否めず、シュロッター共々中段以下に沈み、レインコンディションとなった第16戦オーストラリアGPの10位がベストリザルトとなり、ランキングは19位に終わる。だが最終戦バレンシアGPでは、不安定な天候の中でベストなタイミングでのアタックに成功し、自身初となるポールポジションを獲得。これはマラグーティ時代から含めて、マヒンドラにとっても初めての記録となった。

## ロードレース世界選手権 戦績
- 凡例
- ボールド体のレースはポールポジション、イタリック体のレースはファステストラップを記録。

| シーズン | クラス | バイク     | 1       | 2       | 3      | 4       | 5       | 6       | 7       | 8       | 9       | 10      | 11      | 12     | 13      | 14      | 15      | 16      | 17      | シリーズ順位 | ポイント |
| -------- | ------ | ---------- | ------- | ------- | ------ | ------- | ------- | ------- | ------- | ------- | ------- | ------- | ------- | ------ | ------- | ------- | ------- | ------- | ------- | ------------ | -------- |
| 2007年   | 125cc  | ホンダ     | QAT Ret | SPA Ret | TUR 23 | CHN 23  | FRA 27  | ITA 21  | CAT 26  | GBR 25  | NED Ret | GER 27  | CZE 28  | SMR 30 | POR 20  | JPN 13  | AUS Ret | MAL 22  | VAL 21  | 26位         | 3        |
| 2008年   | 125cc  | アプリリア | QAT 6   | SPA Ret | POR 5  | CHN Ret | FRA 21  | ITA Ret | CAT 11  | GBR Ret | NED DNS | GER Ret | CZE Ret | SMR 14 | IND 15  | JPN 10  | AUS DNS | MAL Ret | VAL Ret | 19位         | 35       |
| 2009年   | 125cc  | アプリリア | QAT 9   | JPN 11  | SPA 8  | FRA Ret | ITA Ret | CAT Ret | NED Ret | GER 8   | GBR Ret | CZE 16  | IND 11  | SMR 10 | POR Ret | AUS 13  | MAL Ret | VAL DNS |         | 17位         | 38.5     |
| 2010年   | 125cc  | アプリリア | QAT 11  | SPA Ret | FRA 9  | ITA 10  | GBR 10  | NED 7   | CAT 10  | GER 7   | CZE Ret | IND 6   | SMR 10  | ARA 9  | JPN 7   | MAL Ret | AUS 10  | POR 9   | VAL 16  | 10位         | 93       |
| 2011年   | 125cc  | マヒンドラ | QAT 16  | SPA Ret | POL 16 | FRA Ret | CAT Ret | GBR 11  | NED 13  | ITA Ret | GER 14  | CZE 12  | IND DNS | SMR 21 | ARA 15  | JPN Ret | AUS 10  | MAL 13  | VAL Ret | 19位         | 23       |